# Carlia tutela
Carlia tutela — вид сцинкоподібних ящірок родини сцинкових (Scincidae). Ендемік Індонезії.

## Поширення і екологія
Carlia tutela мешкають на Молуккських островах, були зафіксовані на островах Хальмахера, Моротай, Тернате і Тідоре. Вони живуть у вологих тропічних лісах, на висоті до 500 м над рівнем моря. Трапляються в людських поселеннях.